# Charles Hairon
 (mai 2012).
Si vous disposez d'ouvrages ou d'articles de référence ou si vous connaissez des sites web de qualité traitant du thème abordé ici, merci de compléter l'article en donnant les références utiles à sa vérifiabilité et en les liant à la section « Notes et références ».
Charles Edouard François Hairon dit Charles Hairon est un sculpteur et un professeur d'art français, né le 16 août 1880 à Bordeaux et mort le 16 novembre 1962 dans le 14e arrondissement de Paris.
Il est l'auteur de travaux de décorations architecturales, notamment sur la façade du palais de Chaillot à Paris.

## Biographie
Charles Hairon est issu de familles modestes du bordelais, fils de Jean Hairon et de Marie Crouzet. Jeune adulte, après avoir quitté sa ville natale, il s'installe dans le 14e arrondissement de Paris. Mais il revient vers la Gironde pour être attaché durant les quatre années de la Grande Guerre au service de stomatologie de la 18e Région, après son mariage avec Marie Jeanne Julia Planchenau célébré à Bordeaux le 25 août 1914. Il conserve toutefois son domicile parisien durant ces années de guerre, puisqu'il réside officiellement de 1913 à 1962 au no 28 de l'avenue du Parc-de-Montsouris.
Il aime se ressourcer dans le Sud-Ouest de la France, en particulier à Larnagol où il possède une maison, ou dans le Nord de la Gironde auprès de sa famille.

### Carrière

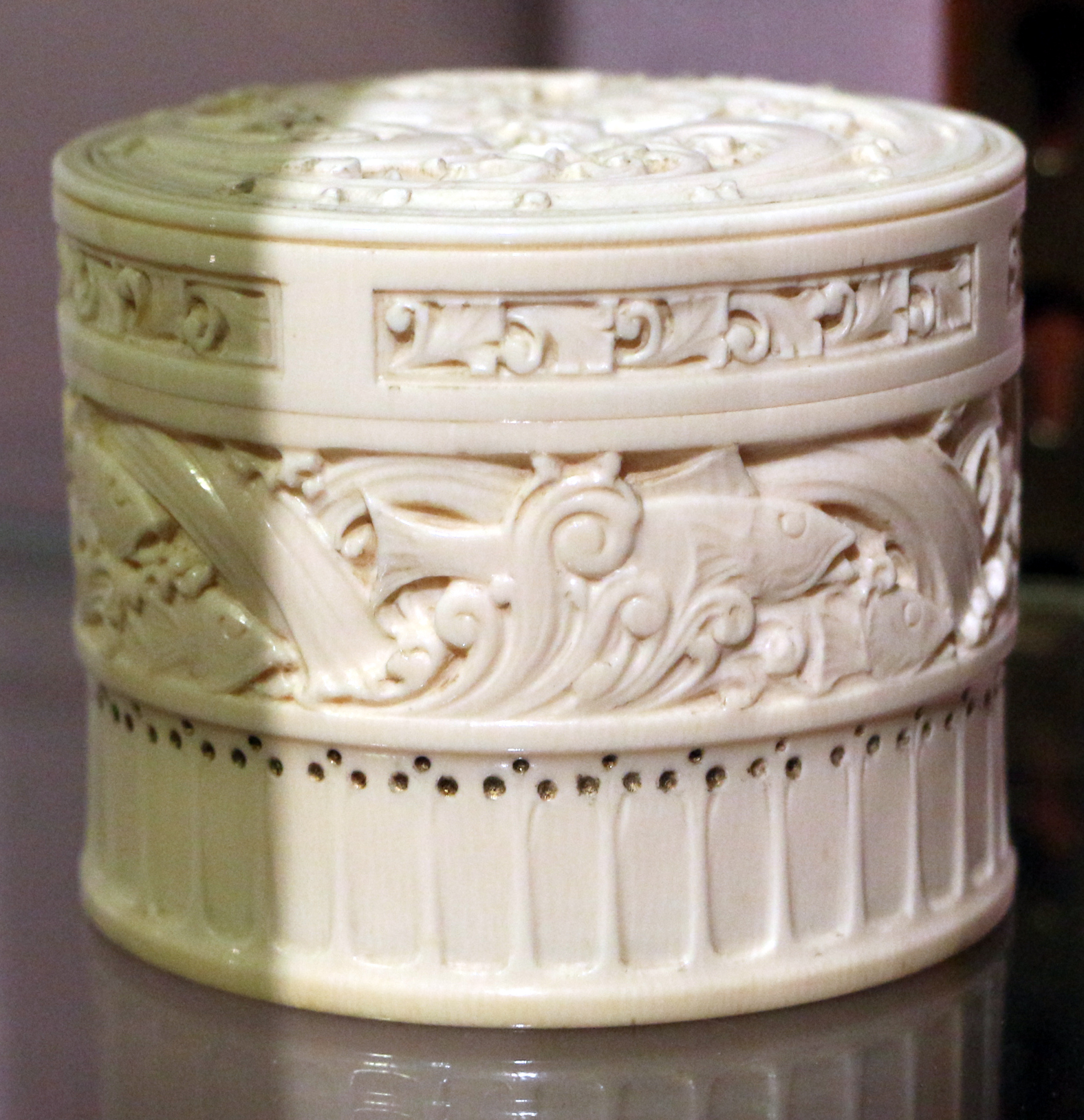
Box, 1911, Musée d'Orsay

Charles Hairon est d'abord apprenti comme sculpteur sur bois dans une fabrique de meubles à Bordeaux. Il suit en même temps des cours à la société philomatique ainsi qu'à l'école des beaux-arts. Il y apprend le modelage et la peinture. Arrivé à Paris en 1902, il continue à travailler dans l'ameublement tout en développant ses qualités artistiques dans d'autres domaines. Ses aptitudes sont très vite reconnues. Il expose dès 1904 et tout au long de sa carrière dans de nombreux salons français et internationaux.
Il est nommé professeur de dessin, de sculpture et d'art décoratif dans diverses écoles d'art à Paris et en province de 1918 à 1951, entre autres à l'École nationale supérieure des arts décoratifs rue d'Ulm de 1929 à 1948. Il enseigne aussi à l'école dentaire de l'école de médecine de Reims de 1933 à 1935 au cours de modelage de prothèses. 
Parallèlement, il produit de nombreuses œuvres pour l'État ou une clientèle privée.

### Œuvres
Ses œuvres réalisées en divers matériaux jalonnent sa longue carrière. Charles Hairon produit des statuettes et des bas-reliefs, et des objets d'art comme des boîtes ou des cache-pots. Le musée d'Orsay conserve une boîte en ivoire de style Art nouveau datant de 1910. Dans sa maturité, son style est caractéristique de l'Art déco.
Pour l'Exposition internationale des Arts décoratifs et industriels modernes de Paris en 1925, il participe avec l'artiste Jean Dunand à la réalisation du fumoir d'une ambassade française.
En 1935, il prend part aux décorations du paquebot le Normandie et expose au Salon d'automne.
En 1937, il sculpte un important bas-relief pour la façade du Trocadéro au-dessus de l'entrée du théâtre de Chaillot.
Après la Seconde Guerre Mondiale, il réalise pour le lycée Victor-Duruy quatre plaques commémorant les anciens élèves du lycée morts pour la patrie.
À l'étranger, il est l'auteur de travaux décoratifs pour le palais du gouvernement de Porto Alegre au Brésil en 1910.
Il expose aussi entre autres à Genève, Milan et Londres.
À Bordeaux, sa ville natale, trois de ses œuvres sont conservées au musée des beaux-arts.

## Hommage
Au no 28 de l'avenue du Parc-de-Montsouris, aujourd'hui avenue René-Coty, est apposée, en son honneur, une plaque commémorative.

## Distinctions
Charles Hairon obtient la distinction d'officier d'académie en 1911, puis est nommé chevalier de l'ordre national de la Légion d'honneur en 1926 et promu officier du même ordre en 1956.